# فرانك واين مارش
فرانك واين مارش (بالإنجليزية: Frank Wayne Marsh)‏ هو لاعب كرة قدم أمريكية أمريكي، ولد في 19 يونيو 1940 في ويليامز في الولايات المتحدة.

## وصلات خارجية
- فرانك واين مارش على موقع مرجع كرة القدم المحترفة.كوم (الإنجليزية)